# Гербачевський Олександр Федорович
Гербачевський Олександр Федорович (12 [24] серпня 1884, с. Горбів Люблінської губернії (тепер Республіка Польща) — 3 жовтня 1979, Житомир, Україна) — українець, лікар-хірург. Розробив нові методи в нейрохірургії, травматології, урології та реаніматології. Герой Соціалістичної Праці, заслужений лікар України, багаторічний головний лікар Житомирської обласної клінічної лікарні, яка сьогодні носить його ім’я, видатний організатор охорони здоров’я Житомирщини.

## Біографія
Олександр Федорович Гербачевський народився 12 [24] серпня 1884 року в селі Горбів Люблінської губернії (нині це територія Польщі) в родині православного священика.
У 1907 році закінчив гімназію в м. Варшаві та вступає до Київського університету Святого Володимира на медичний факультет.
У 1912 році закінчує навчання в університеті та починає працювати ординатором хірургічної клініки університету, де проходить академічну школу у талановитого хірурга Миколи Маркіяновича Волковича (1858—1928). Одночасно молодий хірург практикує дільничним лікарем у с. Хоровець Ізяславського повіту.
На початку Першої світової війни О. Ф. Гербачевський мобілізується на фронт. У 1914—1916 роках працює ординатором Третього запасного шпиталю. У 1916—1918 роках завідує хірургічним відділенням 217-го польового запасного шпиталю для поранених.
У 1919—1921 роках працював у медичних закладах м. Тули.
12 липня 1921 року після демобілізації з армії, О. Ф. Гербачевський приїздить до Житомира. Трудова діяльність Олександра Федоровича від моменту переїзду і до останніх днів життя була тісно пов'язана з розвитком охорони здоров'я на Житомирщині. Спочатку О. Ф. Гербачевський працює завідувачем хірургічного відділення 2-ї міської лікарні, а у 1923 році його призначають на посаду Завідувача хірургічного відділення та рентгенстанції лікарні Червоного Хреста (майбутньої обласної лікарні). У листопаді 1924 року він призначається головним лікарем цієї лікарні.
У 1928 році стажувався в Німеччині, де спілкувався з відомими хірургами. У подарунок від німецьких лікарів отримує рентгенівський апарат. І ось у лікарні Червоного Хреста з'являється пересувний рентгенкабінет, і паралельно Олександр Федорович організовує виїзну консультативну поліклініку.
Як голова правління обласного наукового товариства хірургів, Олександр Федорович також багато працює над науковими дослідженнями з хірургії. Перша наукова праця Гербачевського значиться ще в записах Тульського губернського відділу охорони здоров'я за 1921 рік, де була надрукована стаття про хірургічне лікування гангрени кінцівок після висипного тифу. У 20-х роках друкуються інші роботи О. Ф. Гербачевського: «Спосіб фіксації хребців при туберкульозних спондилітах», «Хірургічне лікування травматичної епілепсії», «Спосіб аутопластичної пересадки яєчника при статевому туберкульозі».
Досвідченого хірурга запрошують працювати на кафедри відомих медичних вузів, у столичні клініки. Проте він залишається у Житомирі, де так потрібні його знання та досвід.
За рішенням Раднаркому СРСР в 1938 році лікарня Червоного Хреста зі штатом і устаткуванням переходить у розпорядження Наркомздоров’я України з перейменуванням в обласну хірургічну лікарню. В цей час у ній було розгорнуто 125 ліжок.
Перед війною Олександру Федоровичу виповнилося 57 років. Він виконував функції головного лікаря і головного хірурга. В стаціонарі обласної лікарні вже було 175 ліжок.
З квітня 1941 року Указом Президії Верховної Ради УРСР О. Ф. Гербачевському, одному з перших працівників охорони здоров’я України, присвоєно почесне звання «Заслужений лікар УРСР».
З початком німецько-фашистської окупації, О. Ф. Гербачевський прагнув евакуюватися. Проте не зміг. Певний час переховувався і хворів. Проаналізувавши ситуацію, він приймає мужнє і єдине вірне в той час рішення — залишитися в тилу і всіляко допомагати хворим людям та борцям проти фашистів.
У липні-вересні 1941 року Олександр Федорович приступив до роботи в хірургічному відділенні Житомирської міської лікарні і працював там до визволення міста. Тут створив підпільну групу опору німецьким окупантам. Це була щоденна, щогодинна боротьба, сповнена смертельної небезпеки. Поряд з роботою лікаря, О. Ф. Гербачевський організовує шефство жителів окупованого міста над пораненими полоненими. Часто відвідує концтабір «Шталанг 358» на Богунії (лікар досконало володів німецькою мовою), добивається переведення частини військовополонених до лікарень міста та навколишніх сіл. Протягом 1942 року О. Ф. Гербачевський перевів із табірного госпіталю до хірургічного відділення міської лікарні 10 важкохворих, сприяв подальшому звільненню їх з полону. Медики на чолі з О. Ф. Гербачевським лікували партизанів, а також передавали у загін медикаменти, інструментарій, перев'язувальний матеріал тощо. Після війни Олександру Федоровичу приходило десятки листів з подяками від поранених та врятованих від фашистів людей, яких він повернув до життя.
В Державному архіві Житомирської області є справа — «Підпільна робота О. Ф. Гербачевського в період тимчасової німецько-фашистської окупації». З неї постає невгасимої безстрашності та відданості народу лікар з великої літери.
Після звільнення Житомирщини від окупантів, Олександр Федорович з грудня 1944 по травень 1945 р. виконує обов’язки завідувача відділу охорони здоров’я, а потім був призначений на посаду головного лікаря обласної лікарні, і одночасно — на посаду головного хірурга облздороввідділу. Значну роботу в той час він проводив з мобілізації медичних працівників та населення області на відбудову зруйнованих під час війни лікувальних закладів. В той час в обласній хірургічній лікарні працювало 8 лікарів і 32 медичні сестри.
3 1950 року обласна лікарня стає багатопрофільною з терапевтичним, неврологічним, хірургічним, ортопедо-травматологічним, онкологічним, отоларингологічним, урологічним відділеннями. Відкрита обласна консультативна поліклініка. В 1958 р. лікарня розширюється до 175 ліжок, з 1960 — до 300. Починають будуватись нові корпуси лікарні, в 1960 — триповерховий корпус на 200 ліжок, в 1967 p. — чотирьохповерховий корпус; лікарня вже нараховує 525 ліжок. В тому ж 1967 р. побудовано приміщення консультативної поліклініки, а в 1969 — введено в дію триповерховий корпус, де були розміщені обласна стоматологічна поліклініка та відділення щелепно-лицьової хірургії. B лікарні розгорнуті нові спеціалізовані відділення: дитячої хірургії; нейрохірургічне, опікове, ендокринологічне, торакальної хірургії.
У Житомирській обласній лікарні було впроваджено новий метод лікування трофічної виразки, велику увагу Олександр Федорович приділяв розвитку торакальної хірургії — операціям на серці та легенях, а також складнішим — з пересадки органів. За багато років роботи він, рятуючи людей, особисто зробив тисячі операцій.
Поряд з практичною діяльністю багато уваги приділяється і науковій діяльності. Олександр Федорович Гербачевський узагальнив свій досвід в 15-ти наукових працях. Він умів і любив вчити інших, створював умови для наукової діяльності молодих спеціалістів, які працювали в обласній лікарні та медичних працівників області. Олександр Федорович запрошує до Житомира для читання лекцій про нові методи лікування хвороб відомих хірургів — Миколу Михайловича Амосова (1913—2002), Михайла Сидоровича Коломійченка (1892—1973), анестезіолога професора Анатолія Івановича Тріщинського (1923—2009) та інших видатних медиків того часу.
Під керівництвом О. Ф. Гербачевського шість лікарів обласної лікарні захистили дисертації на звання кандидатів медичних наук: Г. М. Сальков, А. О. Савченко, К. І. Шелестюк, С. А. Бейгельман, Р. А. Бех, В. П. Євтушенко. Співробітниками обласної лікарні виконано декілька сотень наукових праць, у лікарні видавалися збірники наукових робіт.
У 1969 році за видатні успіхи в організаторській, професійній та суспільній діяльності О. Ф. Гербачевському присвоюється почесне звання Героя Соціалістичної Праці.
У жовтні 1972 року О. Ф. Гербачевський залишає посаду головного лікаря і стає головним консультантом лікарні, очолює Раду наставників.
В 1974 році у 90-річному віці він був обраний заступником голови 29-го Всесоюзного з’їзду хірургів, який відбувся в м. Києві. Це був його останній з’їзд.
3 жовтня 1979 року Олександр Федорович Гербачевський відійшов у вічне життя. Похований у м. Житомирі на Корбутівському кладовищі.
Олександр Федорович був культурною, інтелігентною людиною, виявляв інтерес до історії, літератури, живопису, любив бувати наодинці з природою. Світла пам'ять про нього залишилася: методи, започатковані ним, ще й досі застосовуються лікарями, а Житомирська обласна лікарня з 1992 року носить ім'я видатного лікаря, генія свого часу. Навесні 1992 року в Житомирі відбулося урочисте відкриття меморіальної дошки на головному корпусі обласної клінічної лікарні.
У 1996 році засновано Житомирську обласну щорічну медичну премію імені О. Ф. Гербачевського з метою відзначення працівників за їх особистий внесок у розвиток медицини як галузі, вдосконалення надання медичної допомоги населенню, зміцнення матеріально-технічної бази установ охорони здоров’я, впровадження новітніх методів діагностики та лікування.
15 вересня 2002 року на території обласної клінічної лікарні імені О. Ф. Гербачевського відбулося урочисте відкриття пам'ятника відомому вченому — як знак великої пошани від усієї громадськості Житомирщини.
4 листопада 2021 року депутати житомирської обласної ради під час 6-го сесійного засідання підтримали рішення щодо виділення коштів на розробку проєктно-кошторисної документації для реконструкції Обласної клінічної лікарні ім. О.Ф. Гербачевського. Вартість проєкту складає майже 17 млн грн. Загальна вартість реконструкції лікарні, а також декількох спортивних об’єктів, передбачених у програмі «Велике будівництво» коштуватиме близько 2 мільярдів гривень.

### Нагороди та відзнаки
За видатні заслуги в справі організації охорони здоров’я, високу майстерність та наукову діяльність Олександр Федорович Гербачевський був нагороджений:
- 1945 р. — присвоєно почесне звання «Заслужений лікар УРСР»
- 1945 р. — медаллю «За доблестный труд в Великой Отечественной войне»
- 1948 р. — орденом Трудового Червоного Прапора
- 1953 р. — орденом Леніна;
- 1961 р. — орденом «Знак Пошани»
- 1969 р. — Указом Президії Верховної Ради СРСР від 4 лютого О. Ф. Гербачевському було присвоєно звання Героя Соціалістичної Праці.

- СССР. Верховный Совет. Президиум. Указы. О присвоении звания Героя Социалистического Труда наиболее отличившимся работникам здравоохранения : [По Житомирской области — Гербачевскому Александру Фёдоровичу — главному врачу областной больницы] : от 4 февраля 1969 г. // Медицинская газета. — 1969. — 7 февр.
- CPCP. Верховна Рада. Президія. Укази. Про нагородження орденами і медалями лікарів і інших медичних і фармацевтичних працівників в Житомирській області Української PCP : [Нагородити Орденом Леніна Гербачевського Олександра Федоровича — лікаря обласного відділу охорони здоров'я] : від 17 вересня 1953 р. // Радянська Житомирщина — 1953. — 3 жовт.
- CPCP. Верховна Рада. Президія. Укази. Про нагородження медаллю «За доблесну працю у Великій Вітчизняній війні 1941—1945 pp.» працівників науки, техніки, мистецтва і літератури : [Гербачевського Олександра Федоровича, головного лікаря Житомирської обласної лікарні] : від 6 червня 1945 р. // Радянська Житомирщина. — 1945. — 8 черв.
- СРСР. Верховна Рада. Президія. Укази. Про нагородження орденами і медалями працівників промисловості, сільського господарства, науки, культури і мистецтва Української PCP : [Нагородити орденом Трудового Червоного Прапора Гербачевського Олександра Федоровича — головного лікаря Житомирської обласної лікарні] : від 28 січня 1948 року // Радянська Житомирщина. — 1948. — 30 січ.
- СРСР. Верховна Рада. Президія. Укази. Про нагородження медичних працівників Житомирщини : [орденом «Знак Пошани» — Гербачевського Олександра Федоровича] : від 11 лютого 1961 р. // Радянська Житомирщина. — 1961. — 4 лют.

### Вшанування пам’яті О. Ф. Гербачевського
- Будник Е. Увічнення пам’яті : відкриття пам’ятника відомому вченому на території обласної лікарні (О. Ф. Гербачевському) / Е. Будник // Пульс. — 2002. — № 38. — С. 1.
- Грузська Л. Гербачевському О. Ф. пам’ятник / Л. Грузська, В. Єремеєв // Пам'ятки Житомира : енциклопедія : Пам'ятки археології, історії та монументального мистецтва / за заг. ред. Г. Мокрицького. — Житомир : Волинь, 2009. — С. 195—196. — (Енциклопедія Житомира. Т. 2 ; Кн. 1). — Бібліогр.: с. 196. — ISBN 966-690-105-Х.
- Грузська Л. Могила Гербачевського О. Ф. / Л. Грузська // Пам'ятки Житомира : енциклопедія : Пам'ятки археології, історії та монументального мистецтва / за заг. ред. Г. Мокрицького. — Житомир : Волинь, 2009. — С. 148. — (Енциклопедія Житомира. Т. 2 ; Кн. 1). — Бібліогр.: с. 148. — ISBN 966-690-105-Х.
- Грузська Л. Пам’ятник Гербачевському О. Ф. / Л. Грузська, В. Єремеєв // Пам'ятки монументального мистецтва Житомирської області : матеріали до Зводу пам'яток історії та культури України — том «Житомирська область» / заг. ред., іл., підготов. текстів Г. Мокрицького. — Житомир : Волинь, 2011. — С. 19—20. — Бібліогр.: с. 20. — ISBN 978-966-690-143-2.
- Дем’янчук Т. Виставка архівних документів : з нагоди 115-ї річниці обл. клінічної лікарні ім. О. Ф. Гербачевського у чит. залі держ. архіву Житомир. обл. відкрито виставку документів та період. преси / Т. Дем’янчук // Пульс. — 2010. — 23 грудня. — С. 7.
- Житомирська обласна державна адміністрація. Про премію ім. О. Ф. Гербачевського : розпорядження голови Облдержадміністрації № 228 від 08.04.96 р. // Пульс. — 1996. — № 16. — С. 1.
- Кузьмін О. Медичні заклади та імена їх сподвижників у нерухомих пам'ятках м. Житомира / О. Кузьмін // Пульс. — 2015. — 18 черв. (№ 24). — С. 3.
- Лісовський Б. Присвячено відомому лікарю : у читальному залі Держ. архіву Житомир. обл. відкрито виставку оригіналів документів, фот. та період. видань, присвяч. 130-річчю з дня народж. відомого діяча в галузі охорони здоров’я області, заслуженого лікаря УРСР, Героя Соціалістичної праці О. Ф. Гербачевського // Житомирщина. — 2014. — № 85—86. — 19 серпня. — С. 6.
- Могила Гербачевського О. Ф. // Пам’ятки археології, історії та монументального мистецтва : енциклопедія / за заг. ред. Г. Мокрицького. — Т. 2, кн. 1. — Житомир : Волинь, 2009. — С. 148.
- Проніна Г. Вірні традиції : урочисте відкриття меморіальної дошки Героя Соціалістичної Праці О. Ф. Гербачевського на корпусі обл. лікарні / Г. Проніна // Радянська Житомирщина. — 1992. — 31 берез.
- Соболь В. Про обласну лікарню — мовою документів : у Державному архіві відбулося відкриття виставки документів, присвяч. 115-й річниці обл. клінічної лікарні ім. О. Ф. Гербачевського / В. Соболь // Житомирщина. — 2010. — 25 грудня. — С. 5.
- 130 років від дня народження Олександра Федоровича Гербачевського // Імена в медицині у відгомоні часу : календар знаменних і пам’ятних дат / ННМБ України. — Київ : [б. в.], 2014. — С. 29.
- Хаджі Л. Людина живе — доки жива пам’ять про неї / Л. Хаджі // Пульс. — 2014. — № 37. — С. 3

### Використана література
- Олександр Федорович Гербачевський // Історія розвитку охорони здоров'я на Житомирщині : монографія / З. М. Парамонов [та ін.]. — Житомир : Полісся, 2004. — С. 410—412. — ISBN 966-655-109-8.
- Демченко Л. Вчитель-будівничий / Л. Демченко // Кожному мила своя сторона : краєзн. нариси про видат. людей, минуле Житомирщини, обряди і звичаї населення краю / упоряд. Л. І. Бондарчук, Л. С. Демченко. — Житомир : Журфонд, 1997. — С. 63—68. — (Краєзнавча бібліотека). — Спогади про О. Ф. Гербачевського с. 65.
- Згурський Л. Лікар від Бога — героїчний патріот і великий гуманіст : [О. Ф. Гербачевський (1884—1979)] / Л. Згурський // Эхо. — 2013. — 24—30 октября (№ 43). — С. 27.
- Конопляста О. Людина і лікар від Бога : до 125-річчя від дня народж. О. Ф. Гербачевського : [про О. Ф. Гербачевського згадують лікарі, котрі знали його особисто] / О. Конопляста, М. Хімич // Пульс. — 2009. — 17 верес. (№ 37). — С. 2.
- Кругляк В. В. В огне войны : Житомир: 1941—1944 : оккупация, сопротивление, освобождение / В. В. Кругляк, А. В. Савчук. — Житомир : Волинь, 2013. — С. 91. — ISBN 978-966-690-167-8 : 49.00.
- Кузьмін О. Комплекс будівель Волинської губернської лікарні (територіальне медичне об'єднання № 1) (арх., іст.). [Ст. 39] : [вул. Велика Бердичівська, 70] / О. Кузьмін // Пам'ятки і пам'ятні місця історії та культури міста Житомира і Житомирського району. Вип. 6. — Житомир : Полісся, 2006. — С. 96—99. — Бібліогр.: с. 97—98.
- Паламарчук В. Людина, котра творила історію : до 120-річчя обласної клінічної лікарні імені О. Ф. Гербачевського / В. Паламарчук // Пульс. — 2015. — 3 груд. (№ 48). — С. 4.
- Рибак Ю. Не забувайте про людей трудового подвигу / Ю. Рибак ; бесіду вів І. Андрієнко // Житомирщина. — 2008. — 25 груд. (№ 145). — С. 3.
- Слободенюк О. М. Гербачевський Олександр Федорович : (1884—1979) / О. М. Слободенюк // Трудові Золоті Зірки Полісся : нариси про Героїв Трудової Слави, повних кавалерів ордена Трудової Слави та Героїв України на Житомирщині. — Вид. 2-ге, випр. та допов. — Житомир : Полісся, 2014. — С. 73—77.
- Шинальський І. І. Ми йшли до перемоги : [є спогади про участь медиків у роботі підпілля] / І. І. Шинальський // Стривожена пам’ять : спогади ветеранів. 1943—1993. — Житомир, 1993. — С. 49—56.
- Шепель І. Поцілунок хірургові / І. Шепель // На варті здоров’я людини. — Київ, 1971. — С. 39—48.